# 賓夕凡尼亞州第十八國會選區
宾夕法尼亚州第十八国会选区是美国宾夕法尼亚州的国会选区，该选区包括匹兹堡市区以及部分郊区。